# Jean-Pierre Adams
Jean-Pierre Adams (Dakar, 10 marzo 1948 – Nîmes, 6 settembre 2021) è stato un calciatore francese, di ruolo difensore. Dal 1982 fino alla morte è stato in uno stato comatoso, a seguito di un'operazione mal riuscita.

## Biografia
Nato nel Senegal ma cresciuto in Francia, con Marius Trésor costituì negli anni settanta la famosa garde noire, la guardia nera, cerniera centrale della nazionale francese.
A fine carriera, il 17 marzo 1982, fu operato ad un legamento del ginocchio, ma un errore di anestesia lo mandò in coma, in cui resterà sino alla morte avvenuta il 6 settembre 2021 nella sua casa di Nimes. Adams poteva respirare da solo, senza l'ausilio di una macchina era incapace di quasi tutti i movimenti volontari, ma era in grado di ingerire il cibo, aprire e chiudere gli occhi. Fu accudito ogni singolo giorno in coma dalla moglie Bernadette.

## Carriera

### Club
Lanciato dal Fontainebleau, nel 1970 è passato al Nîmes con cui ha vinto la Coppa delle Alpi.
In seguito ha giocato per Nizza, Paris Saint-Germain, Mulhouse,e FC Chalonnais.

### Nazionale
È stato il primo calciatore nato in Africa a giocare per la Francia; con Marius Trésor costituì la prima coppia di colore della nazionale transalpina.
Esordì in nazionale il 15 giugno 1972, nel corso di una gara giocata nell'ambito della Taça Independência contro una selezione dei migliori atleti africani, entrando nei minuti finali proprio al posto di Marius Trésor.
Tra il 1972 e il 1976 ha giocato in tutto 22 gare con la maglia francese, partendo come titolare in tutte le restanti gare.

## Palmarès

### Club

#### Competizioni internazionali
- Coppa delle Alpi: 1

Nimes: 1972